# Magic Affair
Magic Affair (anfangs auch M.A.) ist ein deutsches Eurodance-Musikprojekt, das von Mike Staab produziert wurde. Bekannt wurden sie mit den Singles Omen III und Give Me All Your Love. Das Projekt verkaufte seither etwa 800.000 Platten.

## Geschichte
Magic Affair knüpft an die Band Mysterious Art an, die es 1989 mit den Singles Das Omen (Teil 1) und Carma – Omen 2 zu Charterfolgen brachte.
1993 begann Mike Staab, Kopf und Produzent von Mysterious Art, neue Produktionen unter dem Namen Magic Affair zu veröffentlichen, und war damit in ganz Europa und darüber hinaus erfolgreich. Der Name der ersten Single Omen III und der Bandname, der auf dem ersten Plattencover nur als M.A. erschien, knüpfte an Mysterious Art und die Omen-Singles an.
Omen III schaffte es auf Platz eins der deutschen Charts. Dafür gewann das Projekt 1995 den Echo in der Kategorie „erfolgreichster Dance Act“. Es folgten bis 1998 weitere Charterfolge in Europa, unter anderem Give Me All Your Love und Energy of Light. Nach einigen Jahren Pause wurde 2004 (mit Franca Morgano) die Single Fly Away veröffentlicht. Obwohl nicht in den deutschen Verkaufscharts platziert, war die Single ein Hit in den Clubs und erreichte die TOP 5 der deutschen Club-Charts.
Am 27. Februar 2009 traten Magic Affair zum ersten Mal seit 1995 in ihrer Originalzusammensetzung mit der Sängerin Franca Morgano und dem Rapper A.K.-S.W.I.F.T. in der Ultimativen Chartshow auf RTL auf.

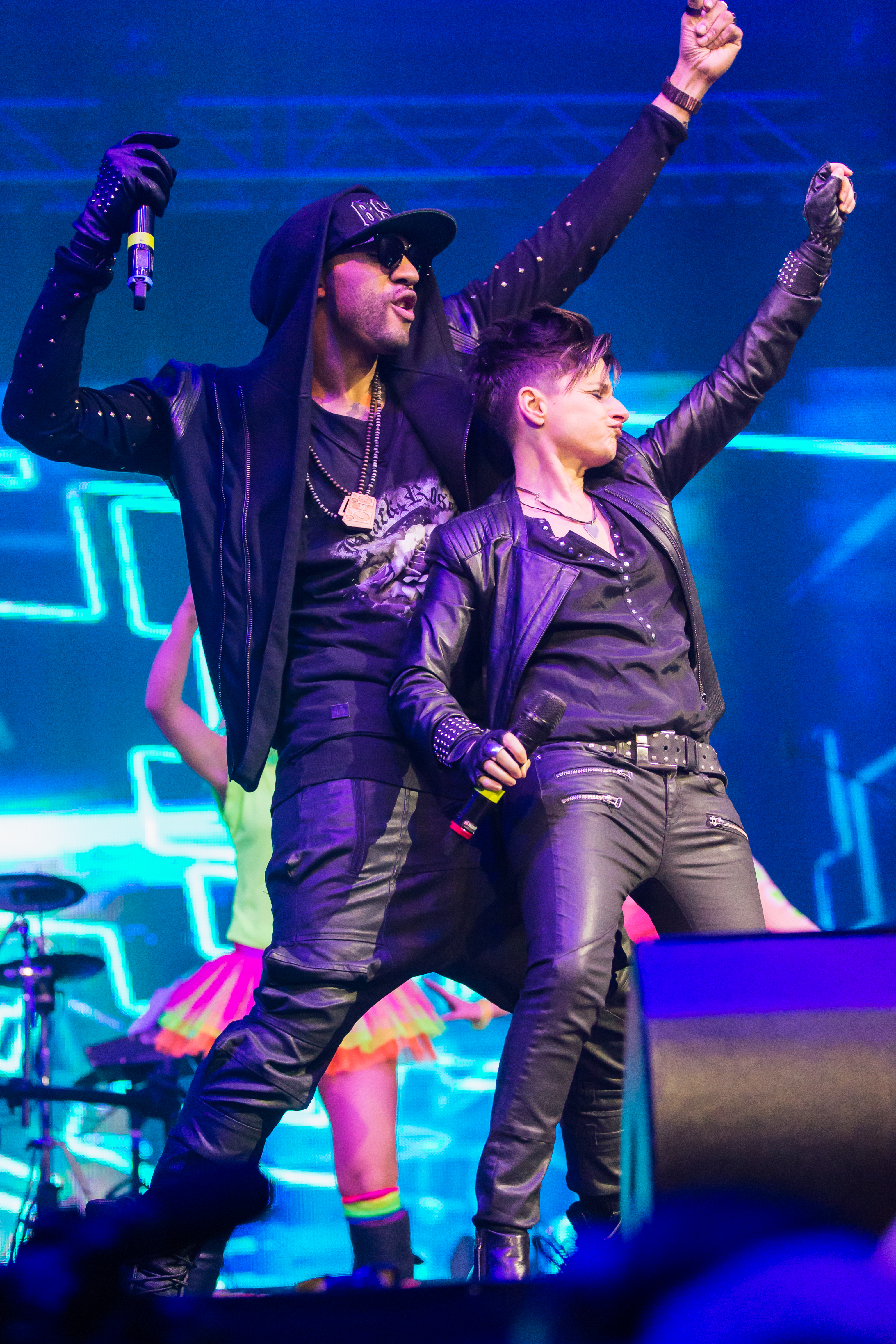
Magic Affair mit dem neuen Rapper Nitro in Mannheim bei sunshine live "Die 90er - Live on Stage" (2014)

Produzent Mike Staab starb am 11. Mai 2009 im Alter von 49 Jahren. Seit 2013 wird A.K.-S.W.I.F.T. durch den neuen Rapper Nitro ersetzt. Am 11. Juli 2014 erschien die neue Single Hear the Voices.

## Besetzung
Die Originalbesetzung von Magic Affair bestand aus der Sängerin Franca Morgano und dem US-amerikanischen Rapper A.K.-S.W.I.F.T. Nach Veröffentlichung des ersten Albums Omen (The Story Continues…) wurde das Projekt mit den Sängerinnen Jannet De Lara und Anita Davis neu besetzt. 1996 wechselte der Rapper Raz-Ma-Taz (bürgerlich: Richard Allen Smith), der zunächst Teil der Formationen E-Rotic und S.E.X.Appeal war, zu Magic Affair. Gemeinsam mit Anita Davis wurden die Singles Bohemian Rapsody, Night of the Raven und Break These Chains veröffentlicht.
A.K.-S.W.I.F.T. veröffentlichte 1997 seine Solo-Single Light in Me, mit der er sich in den deutschen TOP 20 platzieren konnte. Produziert wurde diese von Toni Cottura. Franca Morgano veröffentlichte einige Singles als Solokünstlerin und moderierte beim ehemaligen Fernsehsender B.TV die Musiksendung Bernie & Co.

## Diskografie

### Studioalben
| Jahr | Titel                       | Höchstplatzierung, Gesamtwochen, AuszeichnungChartplatzierungen (Jahr, Titel, Platzierungen, Wochen, Auszeichnungen, Anmerkungen) | Höchstplatzierung, Gesamtwochen, AuszeichnungChartplatzierungen (Jahr, Titel, Platzierungen, Wochen, Auszeichnungen, Anmerkungen) | Höchstplatzierung, Gesamtwochen, AuszeichnungChartplatzierungen (Jahr, Titel, Platzierungen, Wochen, Auszeichnungen, Anmerkungen) | Anmerkungen                          |
| Jahr | Titel                       | DE | AT | CH | Anmerkungen                          |
| ---- | --------------------------- | --- | --- | --- | ------------------------------------ |
| 1994 | Omen (The Story Continues…) | DE8 (22 Wo.)DE | AT11 (15 Wo.)AT | CH7 (16 Wo.)CH | Erstveröffentlichung: 16. Mai 1994   |
| 1996 | PhenOMENia                  | DE99 (1 Wo.)DE | — | — | Erstveröffentlichung: 8. August 1996 |

### Kompilationen
- 2008: Remixcollection I 1993–1994
- 2008: Remixcollection II 1994–1995
- 2008: Remixcollection III 1996–1998

### Singles
| Jahr | Titel Album                                            | Höchstplatzierung, Gesamtwochen, AuszeichnungChartplatzierungen (Jahr, Titel, Album, Platzierungen, Wochen, Auszeichnungen, Anmerkungen) | Höchstplatzierung, Gesamtwochen, AuszeichnungChartplatzierungen (Jahr, Titel, Album, Platzierungen, Wochen, Auszeichnungen, Anmerkungen) | Höchstplatzierung, Gesamtwochen, AuszeichnungChartplatzierungen (Jahr, Titel, Album, Platzierungen, Wochen, Auszeichnungen, Anmerkungen) | Höchstplatzierung, Gesamtwochen, AuszeichnungChartplatzierungen (Jahr, Titel, Album, Platzierungen, Wochen, Auszeichnungen, Anmerkungen) | Anmerkungen                                                                   |
| Jahr | Titel Album                                            | DE | AT | CH | UK | Anmerkungen                                                                   |
| ---- | ------------------------------------------------------ | --- | --- | --- | --- | ----------------------------------------------------------------------------- |
| 1994 | Omen III Omen (The Story Continues…)                   | DE1 Platin · (25 Wo.)DE | AT2 Gold · (17 Wo.)AT | CH3 (17 Wo.)CH | UK17 (5 Wo.)UK | Erstveröffentlichung: Dezember 1993 Verkäufe: + 525.000                       |
| 1994 | Give Me All Your Love Omen (The Story Continues…)      | DE6 Gold · (17 Wo.)DE | AT13 (10 Wo.)AT | CH8 (14 Wo.)CH | UK30 (2 Wo.)UK | Erstveröffentlichung: 25. April 1994 Verkäufe: + 250.000                      |
| 1994 | In the Middle of the Night Omen (The Story Continues…) | DE16 (13 Wo.)DE | AT14 (8 Wo.)AT | — | UK38 (2 Wo.)UK | Erstveröffentlichung: 18. Juli 1994                                           |
| 1994 | Fire Omen (The Story Continues…)                       | DE20 (12 Wo.)DE | AT17 (6 Wo.)AT | CH23 (2 Wo.)CH | — | Erstveröffentlichung: 31. Oktober 1994                                        |
| 1995 | The Rhythm Makes You Wanna Dance PhenOMENia            | DE54 (3 Wo.)DE | AT32 (4 Wo.)AT | — | — | Erstveröffentlichung: 7. September 1995 starring Anita Davis & Jannet de Lara |
| 1996 | Energy of Light PhenOMENia                             | DE54 (7 Wo.)DE | — | CH37 (3 Wo.)CH | — | Erstveröffentlichung: 11. Januar 1996                                         |
| 1996 | World of Freedom PhenOMENia                            | — | — | — | — | Erstveröffentlichung: 15. Mai 1996                                            |
| 1996 | Bohemian Rhapsody –                                    | — | — | — | — | Erstveröffentlichung: 10. Oktober 1996                                        |
| 1997 | Break These Chains PhenOMENia                          | — | — | — | — | Erstveröffentlichung: 6. März 1997                                            |
| 1997 | Night of the Raven –                                   | — | — | — | — | Erstveröffentlichung: 29. September 1997                                      |
| 2004 | Fly Away (La serenissima) –                            | — | — | CH70 (2 Wo.)CH | — | Erstveröffentlichung: 15. März 2004                                           |
| 2008 | Omen III – New Mixes –                                 | — | — | — | — | Erstveröffentlichung: 18. April 2008                                          |
| 2008 | Stigmata (Of Love) –                                   | — | — | — | — | Erstveröffentlichung: 21. Oktober 2008                                        |
| 2014 | Hear the Voices –                                      | — | — | — | — | Erstveröffentlichung: 11. Juli 2014                                           |

## Auszeichnungen für Musikverkäufe
Anmerkung: Auszeichnungen in Ländern aus den Charttabellen bzw. Chartboxen sind in ebendiesen zu finden.
| Land/RegionAuszeichnungen für Musikverkäufe (Land/Region, Auszeichnungen, Verkäufe, Quellen) | Gold     | Platin  | Verkäufe | Quellen           |
| -------------------------------------------------------------------------------------------- | -------- | ------- | -------- | ----------------- |
| Deutschland (BVMI)                                                                           | Gold1    | Platin1 | 750.000  | musikindustrie.de |
| Österreich (IFPI)                                                                            | Gold1    | —       | 25.000   | ifpi.at           |
| Insgesamt                                                                                    | 2× Gold2 | Platin1 |          |                   |

## Künstlerauszeichnungen
- ECHO Pop
  - 1995: in der Kategorie „Dance Single des Jahres national“ (Omen III)